# M/S Apollonia
M/S Apollonia är ett kombinerat passagerar- och fraktfartyg som trafikerar Mukran och Baltijsk. Fartyget ägdes tidigare av Scandlines och byggdes 1973 tillsammans med systerfartyget M/S Svealand för SJ:s trafik från Trelleborgs hamn. Det hette fram till 2010 M/S Götaland.